# Cabinet des monnaies et médailles
Le Cabinet des monnaies et médailles de Marseille est un ensemble accueilli au sein des Archives municipales de la ville de Marseille, et réunissant près de 50 000 monnaies, médailles et objets numismatiques.

## Collections
Le Cabinet des monnaies et médailles de Marseille conserve des fonds dont les plus anciennes monnaies remontent à 2400 ans. Les monnaies sont essentiellement grecques, romaines et monégasques, de l’ordre de Malte, des doges de Venise ou d’Extrême-Orient. Un certain nombre de monnaies médiévales sont également conservées ainsi que des pièces de numismatique provençale.
Le Cabinet conserve également des ensembles exceptionnels comme le Trésor d'Auriol, ensemble de plusieurs milliers de monnaies antiques découvertes en 1867 non loin du village d'Auriol, dans les Bouches-du-Rhône.
Le Cabinet renferme aussi un fonds de 8000 médailles du XVe à la fin du XXe siècle, ainsi qu'un ensemble de matériels liés à la numismatique (jetons, méreaux, balances, poinçons, matrices etc.)

## Conservation
Les missions du Cabinet des monnaies et médailles de Marseille sont la conservation de l'ensemble des collections mais le Cabinet fait également de la restauration métallique préventive ou curative.